# エドゥアルド・デ・フィリッポ
エドゥアルド・デ・フィリッポ（Eduardo De Filippo, 1900年5月24日 - 1984年10月31日）は、イタリアの劇作家、俳優、演出家、映画監督、詩人、政治家。
姉に女優のティティーナ・デ・フィリッポ、弟に俳優でペッピーノとして知られるペッピーノ・デ・フィリッポがいる。

## 主要作品
- クピエッロ家のクリスマス（イタリア語版）（Natale in casa Cupiello、1931年）
- 幽霊たち (1946年の映画)（イタリア語版）（Questi fantasmi!, 1946年）
- フィルメナ・マルトゥラーノ（イタリア語版）（Filumena Marturano, 1946年）
- デ・プレトーレ・ヴィンチェンツォ（イタリア語版）（De Pretore Vincenzo, 1957年）
- サニタ地区のゴッドファーザー（イタリア語版）（Il sindaco del rione sanità, 1960年）